# Bataille de Pélagonia
Guerre byzantino-latines
Batailles
- Constantinople (1203)
- Constantinople (1204)
- Bataille de l'Oliveraie de Kountouras
- Constantinople (1235)
- Pélagonia
- Constantinople (1260)
- Constantinople (1261)
- Prinitza
- Settepozzi
- Makryplági
- Néopatras
- Démétrias
- Campagnes de Licario
- Pharsale
- Berat
- Rhodes
- îles Échinades

La bataille de Pélagonia eut lieu en septembre 1259, entre l'empire de Nicée et une alliance entre la principauté d'Achaïe et le despotat d'Épire. Ce fut un événement décisif dans l'histoire du Proche-Orient, assurant la reconquête byzantine de Constantinople et la fin de l'empire latin de Constantinople en 1261, et le début de la reconquête byzantine de la Grèce.

## Contexte
L'empereur de Nicée Théodore II Lascaris meurt en 1258, et son fils Jean IV Lascaris lui succède, sous la régence de Michel Paléologue après la mort de George Muzalon, qui avait été choisi pour reconstituer l'Empire byzantin et pour reprendre tous les territoires perdus après la quatrième croisade. En 1259, Guillaume II de Villehardouin épouse Anne Comnène (également connue sous le nom d'Agnès), fille de Michel II d'Épire, cimentant ainsi une alliance entre le despotat d'Épire et la principauté d'Achaïe contre l'empire de Nicée. Guillaume et Michel sont également soutenus par Manfred Ier de Sicile, qui leur a envoyé 400 chevaliers.

## Bataille
En 1259, l'empereur de Nicée envahit la Thessalie et en septembre, l'armée achaïenne et celle d'Épire marchent au nord pour les rencontrer. Les soldats de l'empire de Nicée sont menés par Jean Paléologue, frère de Michel VIII (et non Théodore/Jean Ier Doukas, second fils de Michel II d'Épire, comme le rapporte la Chronique de Morée). Selon cette même source, les forces de l'empereur de Nicée comprennent l'armée byzantine principale, des mercenaires turcs, 2 000 Coumans, 300 Allemands, 13 000 Hongrois, 4 000 Serbes et des Bulgares, ainsi qu'un nombre indéterminé de Valaques,. Il y a, semble-t-il, 27 divisions de cavalerie, bien que tous ces chiffres soient probablement exagérés. Jean Paléologue a également enrôlé des paysans locaux et les a placés sur les sommets, de sorte que de loin ils pourraient sembler faire partie de l'armée. Il a alors envoyé un faux déserteur à Michel II et Guillaume, exagérant le nombre de troupes de Nicée, et faisant courir le bruit que Paléologue serait clément envers les Grecs qui fuiraient avant la bataille. 
Le baron de Karýtena, un des nobles francs les plus influents, ne croit pas le déserteur et convainc Guillaume de Villehardouin de rester alors que ce dernier voulait faire retraite. Néanmoins, Michel II Doukas, despote d’Épire et ses troupes abandonnent le prince d'Achaïe pendant la nuit et se sauvent ; selon Georges Pachymères, cette fuite aurait pour raison une dispute entre le fils illégitime de Michel, Jean, et Guillaume. 
Le jour suivant, les chevaliers francs chargent les mercenaires allemands de Michel VIII, mais les archers hongrois tuent alors les chevaux d'Achaïe, laissant les chevaliers sans défense. Les soldats de pied du prince d'Achaïe se sauvent et les chevaliers se rendent, ; le prince Guillaume se sauve lui aussi mais est assez vite trouvé et capturé.

## Conséquences
Alexis Strategopoulos s'empare alors d'Arta, capitale de l’Épire, et Jean Paléologue continue son expédition pour capturer Thèbes, mais ne pousse pas plus avant son expédition. 
Après trois ans de captivité, Guillaume II est forcé de céder les forteresses stratégiques de la principauté d'Achaïe (Mistra, Monemvasia, Le grand magne) en échange de sa liberté.